# Honda
La Honda Motor Co., Ltd. (本田技研工業株式会社?, Honda Giken Kōgyō Kabushiki Kaisha) è un'azienda giapponese multinazionale che produce principalmente automobili e motocicli, nota anche per le ricerche effettuate nel campo della robotica.
Con una produzione annua di oltre 14 milioni di motori si situa fra i primi costruttori a livello globale. È quotata sia alla Borsa di Tokyo (città dove ha anche sede) sia in quella di New York e in varie altre Borse mondiali.

## Storia
Il fondatore dell'azienda, Sōichirō Honda, iniziò un'attività di costruttore di pistoni nel 1937 diventando ben presto uno dei fornitori della Toyota e allargando altrettanto velocemente l'attività ad altri settori della meccanica, Soichiro Honda era noto anche perché equipaggiò un'automobile da gara con un motore di tipo aeronautico a 8 cilindri di 8 litri di cilindrata.

### Le motociclette

Il logo delle motociclette Honda

Il 24 settembre 1948 Honda ebbe l'intuizione geniale che cambiò le sorti della sua industria: notò in Giappone la necessità di una nuova motorizzazione e quindi, tenendo conto delle pessime condizioni economiche della popolazione e della penuria di benzina dopo la seconda guerra mondiale, ebbe l'idea di montare un semplice motore di piccola cilindrata su un telaio di bicicletta. In questo modo aveva creato un mezzo di trasporto semplice ed economico, l'ideale in quel momento.
La società incominciò ben presto a variare la produzione, introducendo via via numerosi altri modelli di ciclomotori e motociclette andando anche alla conquista di altri mercati fin dagli anni sessanta.
Nel 1963 la Honda lanciò sui media americani una campagna (protrattasi per dodici anni) collegata allo slogan "You meet the nicest people on a Honda". Fu un'iniziativa di straordinario successo commerciale e di marketing, che influenzò stabilmente il modo in cui gli statunitensi concepivano le motociclette e il marchio Honda, in parte giocato sulle caratteristiche tecniche di una motoleggera nipponica, in parte sul desiderio di distaccarsi da un certo modo stereotipato di identificare il biker con un giovinastro dai modi quasi delinquenziali. Lo slogan ebbe perfino dei riflessi nella produzione discografica del tempo.
Causa la lentezza delle altre aziende motociclistiche nello stare al passo dei tempi e delle innovazioni tecnologiche, la società nipponica ebbe vita facile nello spodestare nel cuore degli appassionati motociclistici di tutto il mondo le fino allora più quotate aziende costruttrici inglesi e italiane, diventando così, già negli anni settanta il maggior costruttore al mondo di veicoli a due ruote. Da quel momento non perse più questo primato che tutt'oggi mantiene.

### Le auto

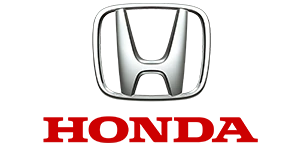
Il logo delle automobili Honda

Nel 1960, cercando una continua diversificazione della produzione, la Honda iniziò a produrre autovetture, dedicandosi inizialmente solo al mercato interno giapponese. Solo in un secondo tempo, anche attraverso la partecipazione alle competizioni automobilistiche come la Formula 1, essa tentò di imporre la sua immagine anche sui mercati mondiali, ma dovette attendere vari anni prima che il mercato statunitense dimostrasse un certo interesse per i suoi prodotti, essendo le sue vetture troppo diverse per mentalità e dimensioni rispetto a quelle in uso nel periodo. Contemporaneamente anche le vendite in Europa erano abbastanza difficoltose, anche in virtù del fatto che erano state introdotte misure restrittive sulle importazioni di autoveicoli da parte di alcune nazioni al fine di proteggere la produzione locale (vedi protezionismo).
Il primo modello di autovettura con cui la Honda riuscì ad avere un certo successo sul mercato statunitense fu la Honda Civic nella versione ingrandita rispetto a quella già presente sul mercato interno, presentata nel 1972, che sicuramente trasse vantaggio dalla contemporaneità della prima grande crisi petrolifera: l'improvviso aumento del prezzo dei carburanti fece in parte rivedere le abitudini degli automobilisti USA che cominciarono a guardare anche all'economicità d'esercizio delle auto. I passi successivi dell'espansione oltre-oceano furono la presentazione nel 1976 della Honda Accord, accolta molto positivamente sul mercato tanto che divenne la berlina più venduta sul suolo statunitense negli anni novanta e, passo ancor più significativo, la messa in funzione, nell'Ohio del primo impianto produttivo di una casa nipponica nel territorio degli Stati Uniti. Dopo questa prima fabbrica del 1982 la casa nipponica ha aperto diverse nuove linee produttive, distribuendole un po' su tutto il territorio americano e aprendo il suo nuovo quartier generale in California.
Un'ulteriore significativa mossa di mercato fu la nascita nel 1986 di un marchio specifico con cui la casa di Tokyo volle distinguere una produzione di autovetture di classe alta, lasciando il logo classico a rappresentare la produzione più normale: nacque così la Acura con la sua produzione di berline e coupé di classe superiore.
Nel 1992 la Honda creò la "CRX"; quest'auto montava un motore VTEC  (fasatura variabile Honda) da 1,6 litri aspirato che esprimeva 160 hp (118 kW) a circa 7.600 giri al minuto, cioè 100 hp per litro, ed era capace di raggiungere quasi 9000 giri al minuto senza essere vuoto ai bassi regimi. Questo propulsore segnò un'importante tappa per la casa nipponica e venne montato anche sulla Civic.

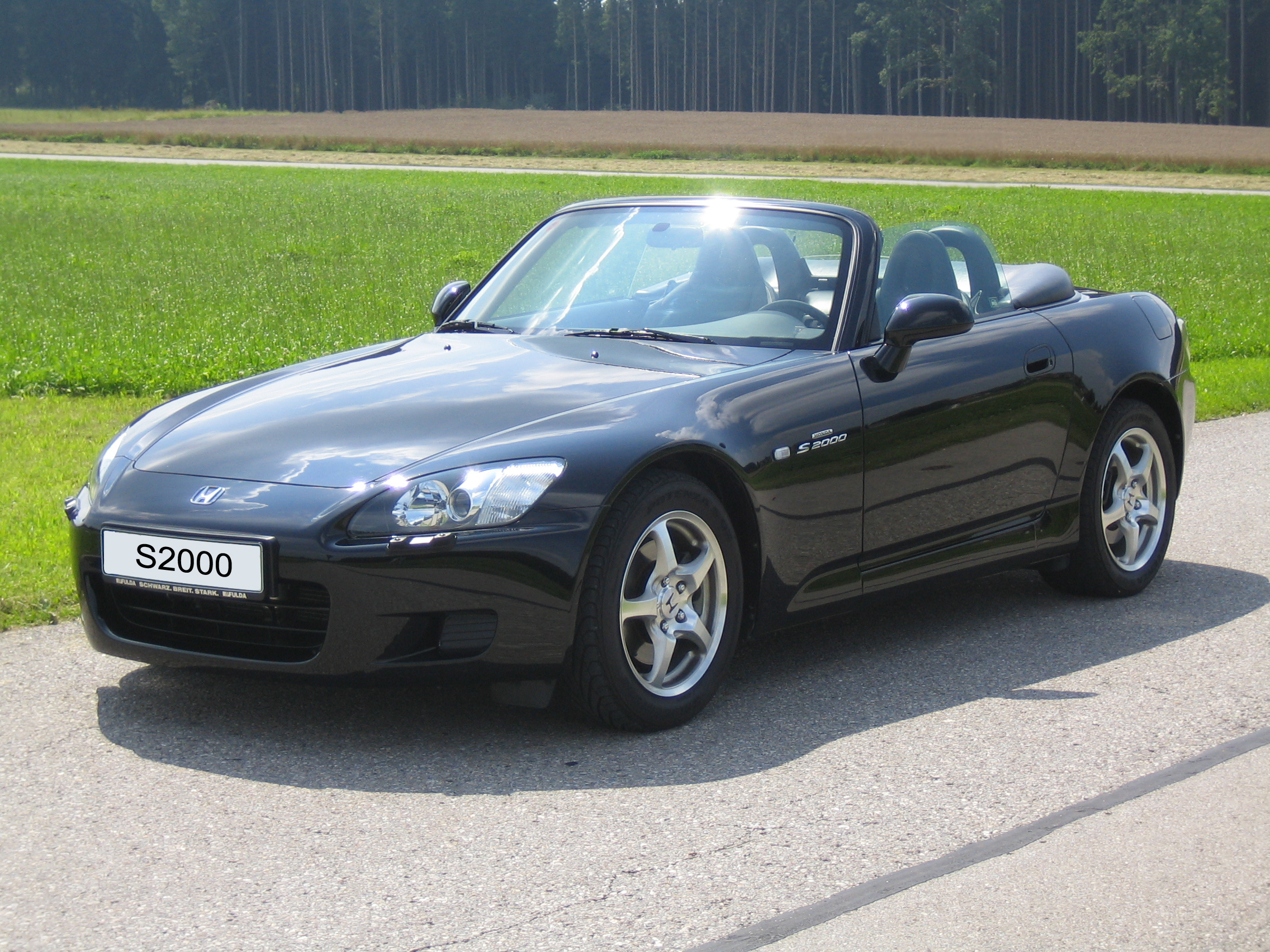
La Honda S2000

Nel 1998 creò la Honda S2000, una spider 2,0 litri aspirata con motore VTEC, capace di 240 hp nella versione europea, quella giapponese ne aveva circa 10 in più; grazie al sistema VTEC questa auto ha una risposta pronta anche a bassi giri, è sempre regolare e sale fino al regime imposto dal limitatore di 9000 giri al minuto. Il rapporto cilindrata/potenza di quest'auto era di 120 hp per litro, una potenza fino ad allora sconosciuta a qualsiasi auto stradale con motore aspirato e confrontabile con auto di cilindrata superiore o dotate di sovralimentazione.
Questi motori, impiegati sui modelli Type R in Europa, o come SI in America, sono dei veri e propri gioielli della tecnica motoristica prodotti con pezzi scelti, con pesi identici e perfetti in tutto e per tutto e con meccanici che selezionano i pezzi da montare singolarmente.

### Robotica

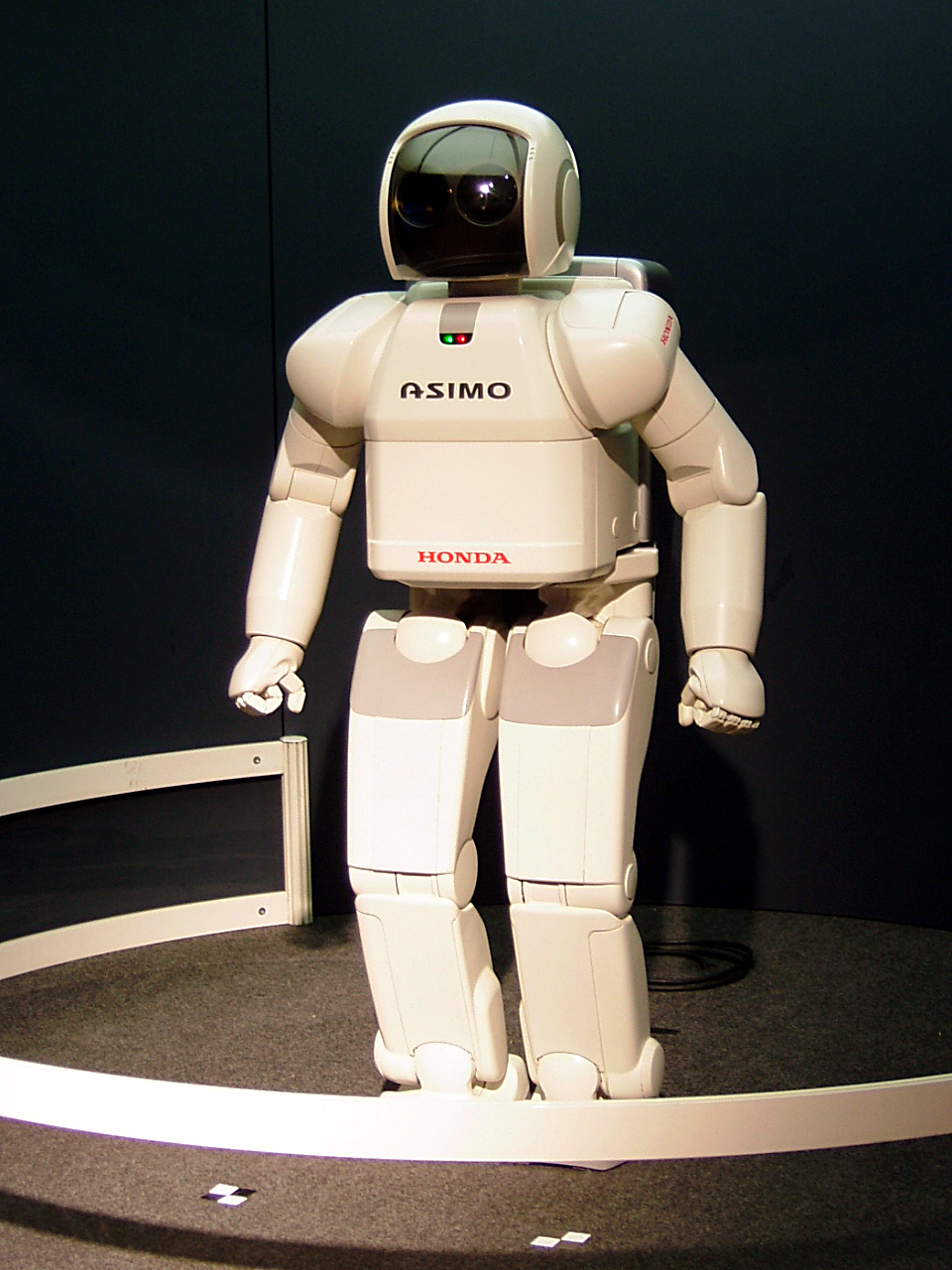
ASIMO, il piccolo robot della Honda

La Honda ha un importante centro di ricerca robotica dove nel 1986 è nato il primo robot umanoide della casa giapponese. E0 era costituito da un paio di gambe e aveva la stessa camminata di un uomo. Sebbene possa sembrare banale, questo primo esperimento della Honda è un grande risultato per la robotica. Nel corso degli anni sono stati costruiti molti modelli di robot umanoidi che hanno dato alla casa giapponese la supremazia in questo settore. Esistono due serie di robot: la serie E (Experimental Models) il cui sviluppo è iniziato nel 1986 e la serie P (Humanoid Prototype Models), i primi modelli veri e propri creati a partire dagli anni novanta del XX secolo. L'ultimo robot della Honda si chiama ASIMO ed è stato progettato nel 2000, deriva dal precedente robot P3, e tuttora è il miglior robot umanoide del mondo. È alto quanto un bambino (120 cm) e tra le sue capacità ci sono quella di riconoscere e salutare le persone, giocare a calcio o a bowling, camminare, correre, salire e scendere, con qualche impaccio, le scale.

### Veicoli elettrici
Nel 2022, Sony Group Corporation e Honda Motor Co. hanno annunciato l'intenzione di costituire una nuova società, di cui deterranno il controllo in comune, che progetterà, svilupperà, produrrà, commercializzerà e venderà veicoli elettrici a batteria ad alto valore aggiunto.

## Honda nel motorsport

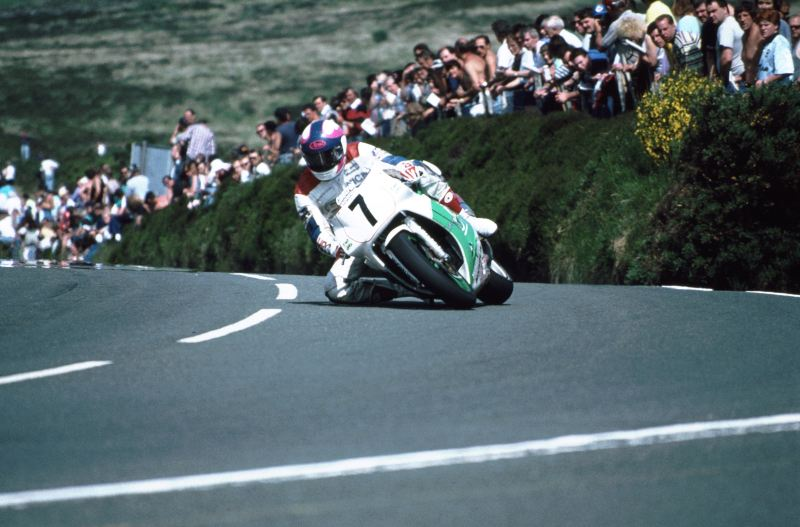
Una Honda al Tourist Trophy

### Le prime apparizioni nelle corse
L'esordio della Honda nel mondo internazionale delle corse è datato 1959, anno in cui iscrisse per la prima volta alcune sue motociclette al famoso Tourist Trophy dell'isola di Man, una delle più prestigiose gare motociclistiche dell'epoca. Dovette però aspettare due anni per ottenere la prima vittoria nelle classi 125 e 250 con Mike Hailwood e addirittura il 1966 per la prima vittoria nella classe più importante, la 500. Questi anni furono quelli necessari alla casa nipponica per riuscire a ottenere il giusto compromesso tra il motore, sin dall'inizio ottimo, e la telaistica sulla quale aveva una minor esperienza rispetto a quella delle case europee del tempo.
La Honda decise molto presto di dotarsi di un proprio circuito dove poter collaudare i vari modelli e nel 1962 inaugurò la sua pista privata, il circuito di Suzuka, a dimostrazione della serietà con cui la casa nipponica intendeva dedicarsi al mondo delle corse. Questa pista ha ospitato regolarmente il Gran Premio motociclistico del Giappone dal 1987 al 2003 e continua a ospitare numerose altre competizioni motociclistiche come la 8 ore di Suzuka. Successivamente si decise di costruire un circuito più sicuro e all'avanguardia, il Motegi Twin Ring, attuale sede del Gran Premio del Giappone del Motomondiale. I due circuiti vengono tra l'altro utilizzati anche per competizioni automobilistiche tra cui la Formula 1 (a Suzuka).

### Le corse automobilistiche

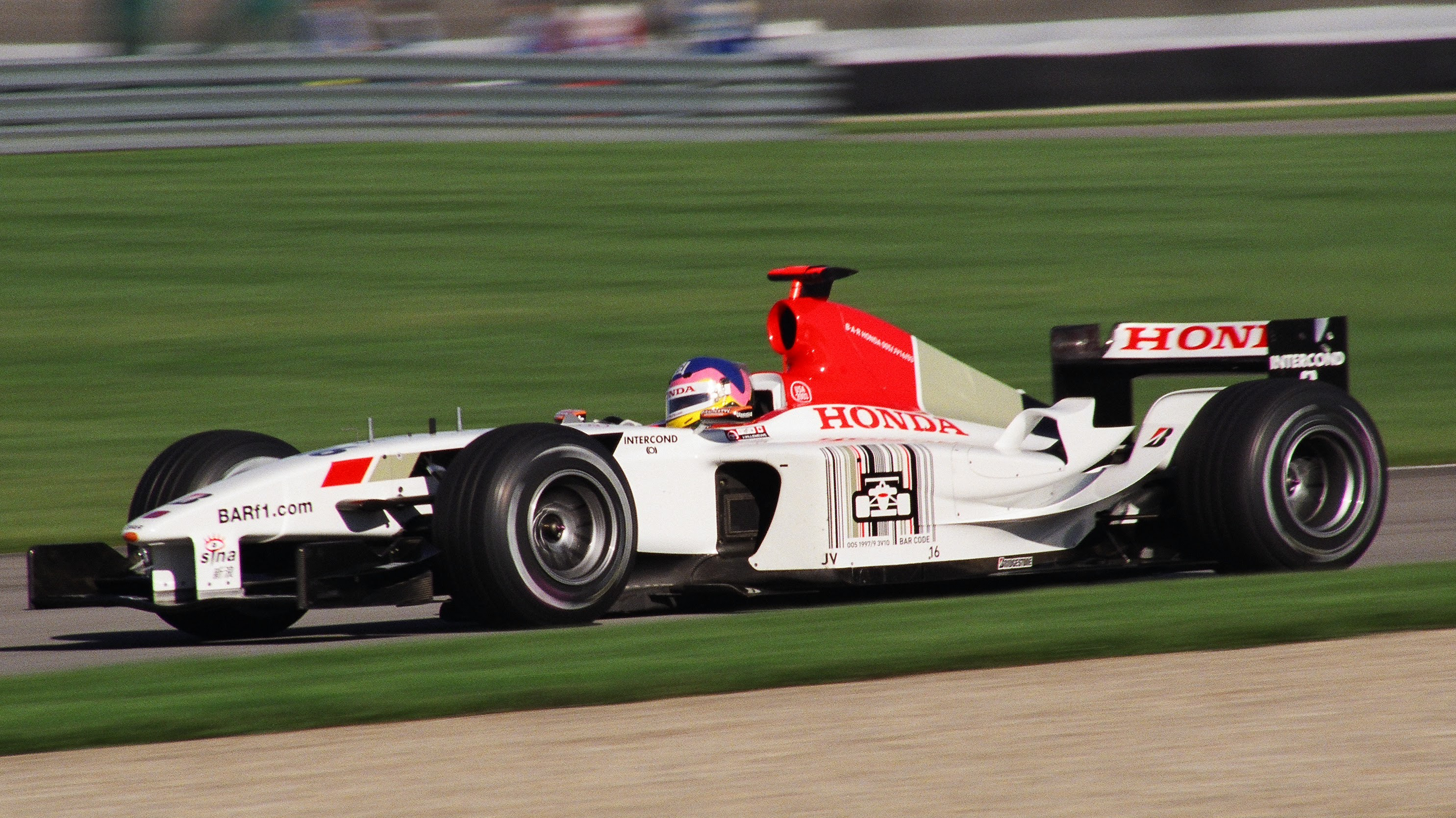
Vettura BAR di F1 a motore Honda nella stagione 2003

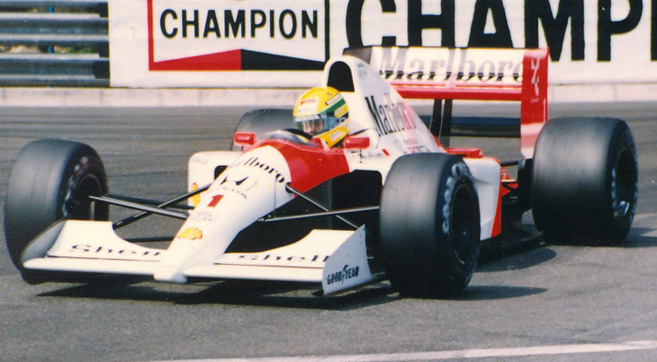
La McLaren Honda di Ayrton Senna nel 1991, anno dell'ultimo mondiale vinto

L'impegno nell'automobilismo ha preso il via già nel 1964, pochi anni dopo l'ingresso stesso nella produzione di serie, e direttamente dalla Formula 1 in cui la Honda ha gareggiato sino al 1968; il ritorno è avvenuto nella stagione 2006 con una scuderia a proprio nome, la Honda Racing F1 Team, dopo l'acquisto di tutte le quote della British American Racing di cui era partner tecnologico.
La Honda ha ottenuto i suoi migliori risultati come fornitore di motori in F1 tra il 1983 e il 1992 e ancora, con meno fortuna, tra il 2000 e il 2005, quindi nella IndyCar Series di cui è attualmente fornitore insieme a Chevrolet.
Verso la fine del 2008, sull'onda della crisi economica che ha colpito tutti i settori e tutte le nazioni, Honda ha annunciato la sua intenzione di uscire dal mondo delle corse automobilistiche, mettendo in vendita la sua scuderia per 100 milioni di sterline. L'acquirente, Ross Brawn fonda la Brawn GP che all'esordio nel GP Australia del 2009 ottiene una doppietta piazzando nell'ordine Button e Barrichello, e dominerà la stagione vincendo sia il titolo costruttori, sia quello piloti con la guida inglese.
La Honda è stata fornitore ufficiale dei motori della McLaren dal 1988 al 1992 e poi ancora dal 2015 al 2017, mentre dal 2018 ha fornito la Scuderia Toro Rosso (dal 2020 divenuta Scuderia AlphaTauri) e dal 2019 la Red Bull Racing, entrambe fino al 2021.
Contemporaneamente agli impegni in Formula 1 e nei vari campionati di vetture turismo - a cominciare da quello mondiale - la Honda non ha mai dimenticato il mercato statunitense e ha partecipato negli anni attivamente alle competizioni delle varie formule americane come la CART e la 500 Miglia di Indianapolis. Dal 2006 al 2011 è il fornitore unico di motori per la Indy Racing League in cui è presente dal 2003 attraverso la controllata Honda Performance Development. Nel 2007 la Honda entra in ALMS nella classe LMP2 con il marchio Acura, montando i suoi motori su telai Courage e Lola. Nel 2009 entra in LMP1 con un prototipo autocostruito e gestito in pista dai team Highcroft e De Ferran Motorsport, mentre il team Lowe's Fernandez rimane in LMP2.
Fra i propulsori specificamente realizzati per le corse automobilistiche figurano gli Honda Indy V8, una serie di motori endotermici alternativi aspirati a ciclo Otto e quattro tempi da competizione, realizzati dal costruttore nipponico per partecipare ai campionati automobilistici nordamericani delle serie IRL e Indycar.

### Le corse motociclistiche

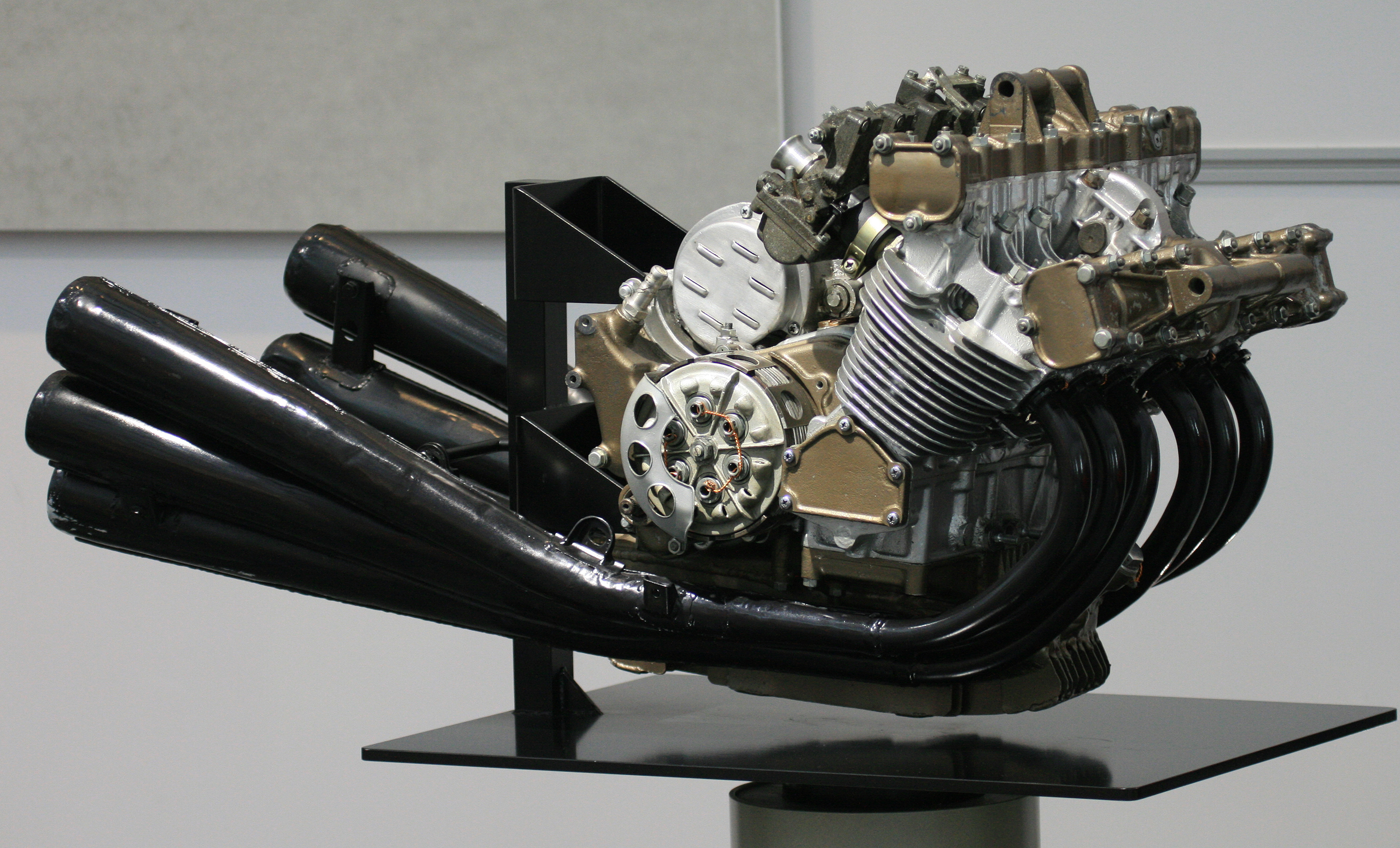
250 sei cilindri dell'Honda RC165

Pur avendo intrapreso anche l'avventura nelle quattro ruote, la Honda non dimenticò mai le sue origini motociclistiche e continuò senza sosta il suo impegno nelle corse su due ruote, raggiungendo il primo clamoroso successo nel 1966 quando riuscì a vincere i titoli mondiali riservati ai costruttori, contemporaneamente in tutte le classi che allora componevano il motomondiale, 50, 125, 250, 350 e 500.
Nello stesso tempo il raggio d'azione della casa si ampliava dapprima alle competizioni di motocross, dove conquistò ben tre titoli mondiali consecutivi agli inizi degli anni ottanta, in seguito alle grandi maratone africane come la Parigi-Dakar, dove ottenne la prima affermazione nel 1982.

### L'attività sportiva odierna
L'impegno attuale della Honda nelle corse motociclistiche si estende in tutte le più importanti specialità: nel motomondiale, dove è presente sia con una squadra ufficiale sia con diversi team satelliti, nel Campionato mondiale Superbike, nel Campionato mondiale Supersport con motociclette derivate dalla produzione di serie, e infine nelle competizioni di motocross dove nel 2015 conquista il titolo mondiale in MX2 con il pilota sloveno Tim Gajser e poi ripetuto in MXGP nel 2016. La Honda compete anche nel trial.

## La produzione

### Autovetture

#### Autovetture del passato
- T360
- S360
- S500
- S600
- S800
- Z600
- N360
- N400
- N600
- CRX
- S2000
- Accord
- Concerto
- Prelude
- Legend
- NSX
- Integra
- HR-V
- City
- Stream
- Logo
- FR-V
- CR-Z
- Civic Type S

#### Autovetture in produzione

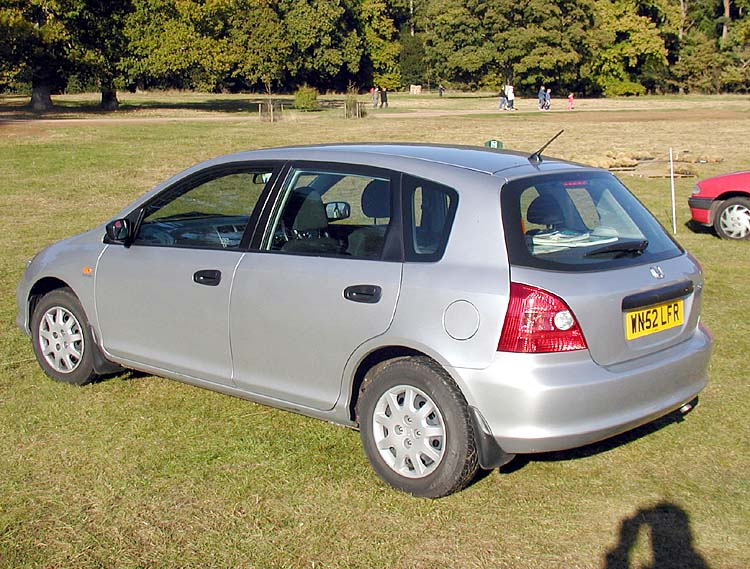
Una Honda Civic 5p MY2001

- Jazz
- Civic
- Insight
- Accord
- CR-V
- Legend
- HR-V
- NSX (2016)
- Honda BR-V (2016)
- Honda e (2020)

#### Concept Car
- Honda Dualnote
- Honda HSC

### Motociclette

#### Motociclette del passato
In ordine alfabetico:
- CB 125
- CB 250N
- CB 350
- CB 350Four
- CB 400 F
- CB 400 N
- CB 450
- CB 500 Four
- CB 500
- CB 550 F
- CB 550T
- CB 600 (Hornet)
- CB 650 SC
- CB 750 F
- CB 750 Four
- CB 900F Bol D'Or
- CB 1100F Super Bol D'Or
- CB 1100R
- CB 1100SF (X-11)
- CBF 500
- CBF 600N
- CBR 250 RR
- CBR 600F
- CBR 600F-Sport
- CBR 900F
- CBR 900RR FireBlade
- CBX 650
- CBX 1000
- CN 250 (scooter)
- CX 500
- CX 650
- FMX 650
- FT 500
- FX Vigor 650
- GL 500 Silver Wing
- GL 650 Silver Wing
- NR
- NS 125 F-R
- NSR 50
- NSR 125 F-R
- NSR 250
- NTV 650 Revere
- NX 650 Dominator
- PC 800 Pacific Coast
- Rebel 125
- Rebel 250
- SLR 650
- CM 400 T
- VF 400F
- VF 500F Interceptor Four
- VF 500FII Four
- VF 750F
- VF 750S
- VF 750C
- VF 1100C
- VF 1000F
- VF 1000FII BOL D'OR
- VF 1000R
- VFR
- VT 500
- VT 1100 C
- VT 1100 C2 ACE american classic edition made in usa
- VT 1100 C3 ACE
- VT 600C Shadow
- VT 750 Black Widow
- X 11 Eleven
- XBR 500
- XL 125
- XL 200R
- XL 350R
- XL 500S
- XL 500R
- XL 600R
- XL 650LM
- XL 600 V Transalp
- XL 650 V Transalp
- XL 700 V Transalp
- XLV 750 R
- XR 600R
- XR 200
- XRV 750 (Africa Twin)
- Juno (scooter)

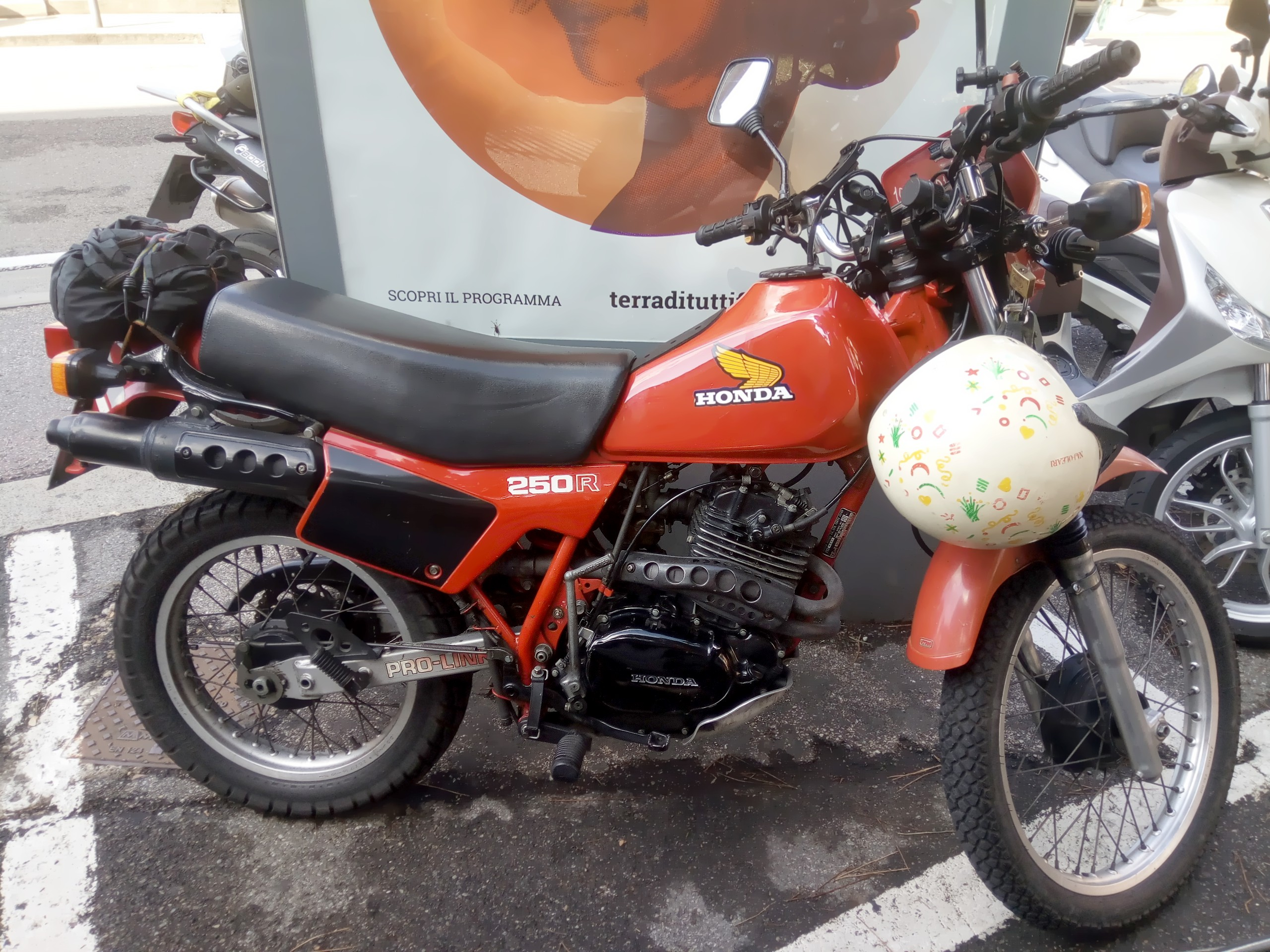
Una Honda XL250R
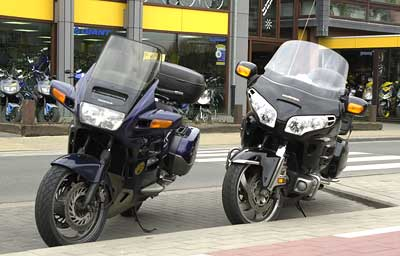
Honda Pan European e Honda Gold Wing
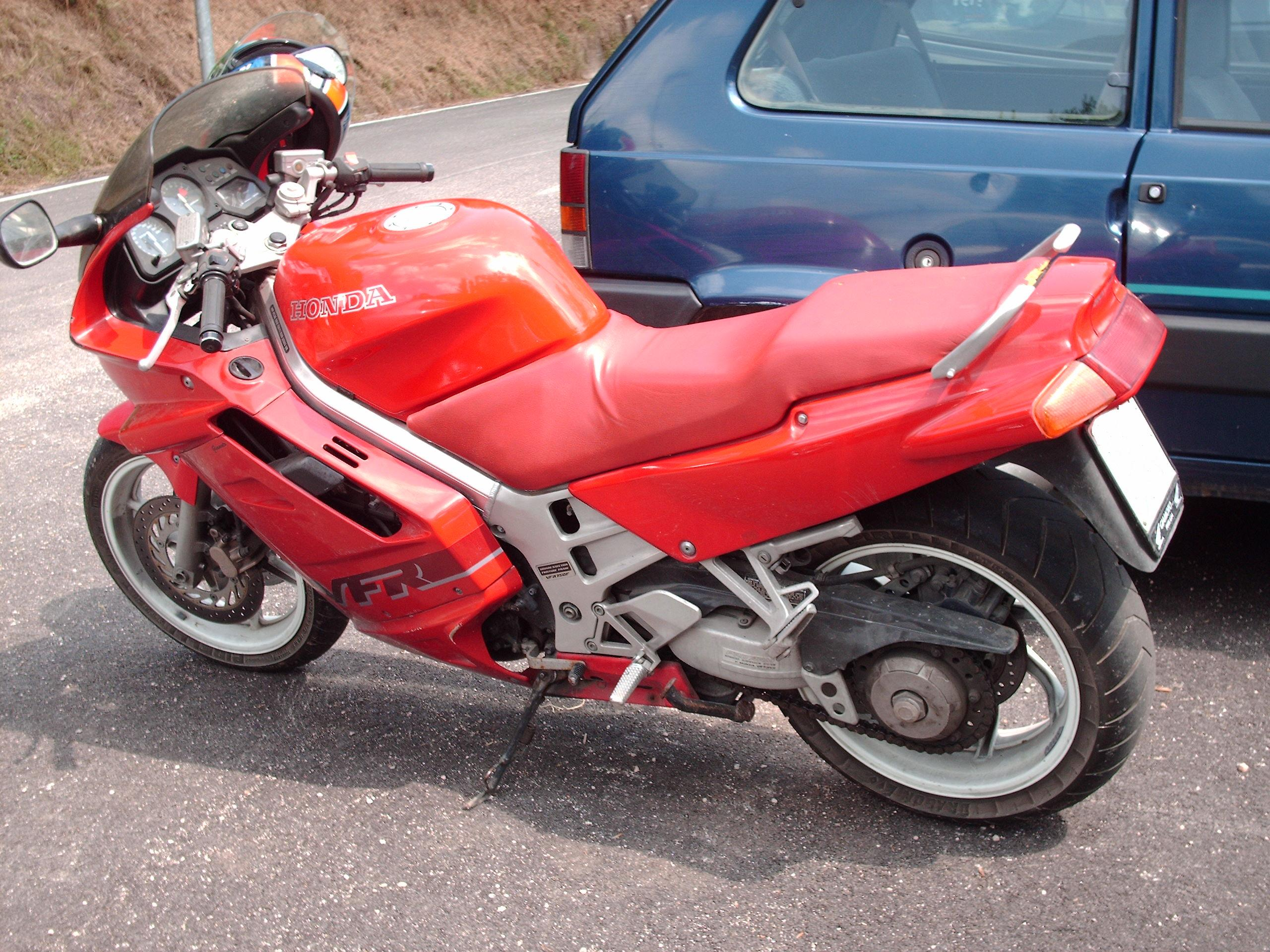
Una Honda VFR rossa
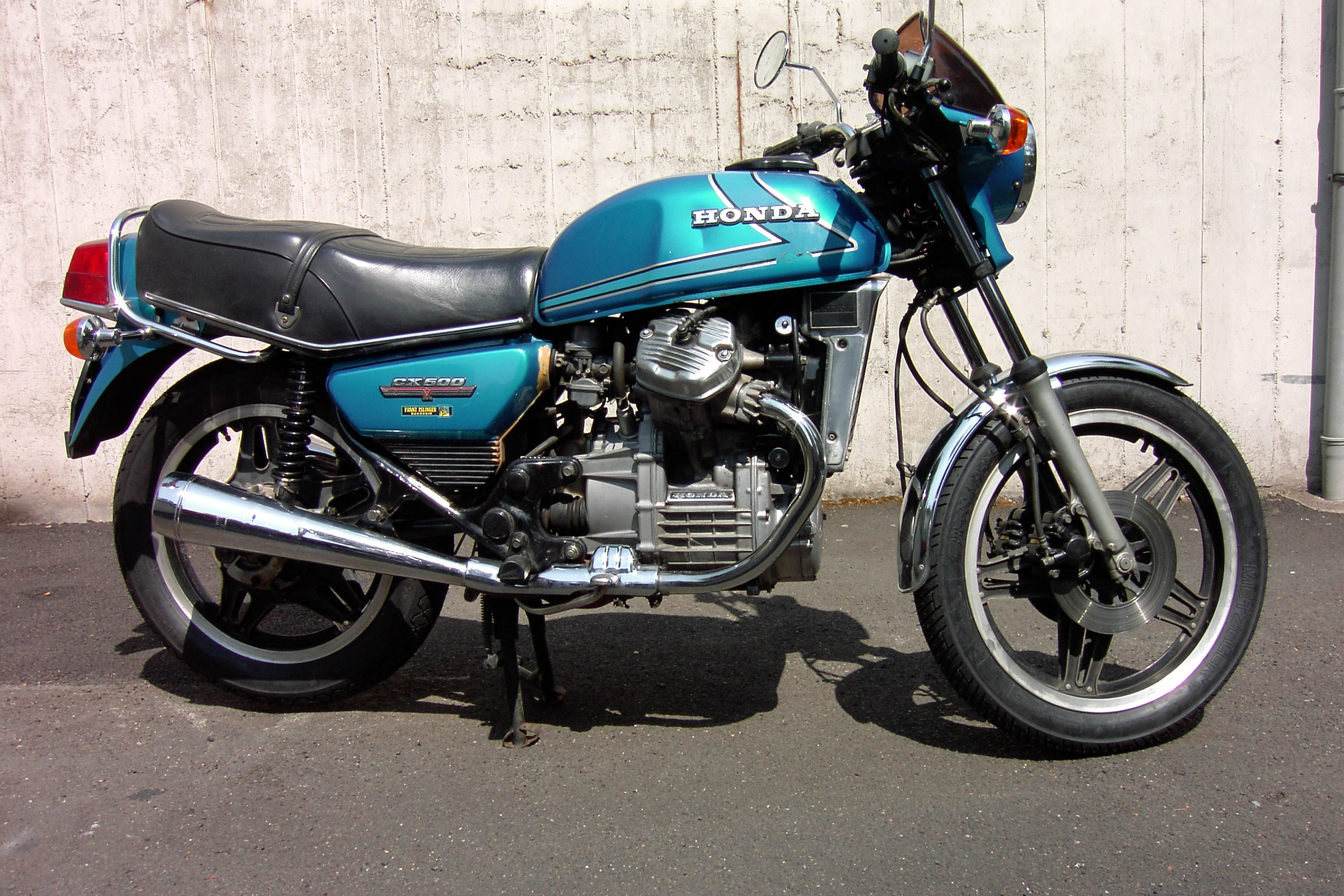
Una Honda CX 500

#### Motociclette in produzione
Da strada
- CB 1000RR
- CB 1000R
- CB 1300
- CB 125 F
- CBF 600 S
- CB 500 F
- CB 500 X
- CB 650 F
- CBR125R
- CBR250R
- CBR 600RR
- CBR 1000RR FireBlade
- CBR 1100 XX Super Blackbird
- Crossrunner
- Deauville
- FMX 650
- Gold Wing
- Hornet
- Pan-European
- VFR 1200F
- VTR 250
- VTR 1000F Firestorm
- VTR 1000SP-2
- Crosstourer
- NC 750 X
- NC 750 S

Tutto terreno
- 230F Trail
- Varadero
- XR 125L
- XL 750 Transalp
- CRF1000L Africa Twin
- CRF1100L Africa Twin

Motard
- CRM F125
- 230F motard
- CRM F450

Fuoristrada
- CR 85R
- CR 125R
- CR 250R
- CRF 150 (anche nelle versioni 250 e 450)
- CRE 250 (anche nelle versioni 300, 450, 500)
- XR 100R
- XR 250R
- XR 400R
- XR 500R (modello principalmente per il mercato USA)
- XR 650R

Custom
- Shadow 125
- Shadow Slasher 400
- Steed 400
- Shadow 750
- VTX 1300S
- VTX 1800C
- VT 750S

Scooter
- Dylan 125
- Dylan 150
- Foresight
- Forza EX
- Forza X
- Forza 350-750
- Jazz
- Lead
- Pantheon
- Pantheon 150
- PCX 125
- SH125i/150i/300i
- Silver Wing 600/600ABS
- Honda Silver Wing 400
- SW-T400
- Honda SH 50 E,H,K 1984-1989 model
- Sky
- Zoomer
- Ps 125i/150i

- X-Adv 350-750